# 굿찬역
굿찬역(일본어: 倶知安駅)은 일본 홋카이도 아부타 군 굿찬정에 있는 홋카이도 여객철도 하코다테 본선의 철도역이다. 예전에는 급행 니세코와 라이덴 등이 정차했던 적이 있었으며, 이부리 선이 접속했었다.

## 역 구조
1면 2선의 섬식 승강장이 있는 지상역으로, 구내에 유치선이 있다. 이부리 선이 있었던 1번 승강장(단선 승강장)의 폐지 이전에는 2면 3선식 역이었다. 사원이 배치되는 유인역으로, 역사의 미도리노마도구치는 4시 45분부터 21시 40분까지 영업하며, 그 밖에도 여행 상담실, 자동 발매기 등이 있다.

### 승강장
| 2 | ■ 하코다테 본선 | 주로 란코시 · 오샤만베 방면        |
| 3 | ■ 하코다테 본선 | 주로 오타루 · 데이네 · 삿포로 방면 |

## 역 주변
- 시리베시 종합 진흥국 청사
- 굿찬 정사무소
- 굿찬 경찰서
- 굿찬 우편국
- 아사히가오카 공원
- 홋카이도 굿찬 중학교
- 홋카이도 굿찬 고등학교
- 홋카이도 굿찬 농업고등학교

## 역사
- 1904년 10월 15일 - 홋카이도 철도의 일반역으로 개업.
- 1907년 7월 1일 - 홋카이도 철도 국유화.
- 1919년 11월 15일 - 교고쿠 경편선 개통.
- 1922년 9월 2일 - 교고쿠 경편선이 교고쿠 선으로 개칭됨.
- 1944년 7월 1일 - 이부리 종관 철도의 국유화에 따라 굿찬과 다테몬베쓰 간을 잇던 구간이 이부리 선으로, 교고쿠에서 와키카타를 잇던 구간이 교고쿠 선으로 됨.
- 1984년 2월 1일 - 화물 취급 폐지.
- 1985년 3월 14일 - 수하물 취급 폐지.
- 1986년 11월 1일 - 이부리 선 폐지.
- 1987년 4월 1일 - 일본국유철도 분할 민영화로 홋카이도 여객철도가 계승.
- 2007년 10월 - 역 번호 부여. S23.

## 인접한 역
| 홋카이도 여객철도 하코다테 본선 | 홋카이도 여객철도 하코다테 본선 | 홋카이도 여객철도 하코다테 본선 |
| ------------------------------- | ------------------------------- | ------------------------------- |
| S24 히라후 오샤만베 방면        | ■ 하코다테 본선                 | S22 고자와 오타루 방면          |